# 横山富次郎
横山 富次郎（よこやま とみじろう、1863年（文久3年2月） - 1936年（昭和11年）3月21日）は日本の政治家、実業家。衆議院議員（政友会）。

## 略歴
1863年（文久3年2月）、江戸日本橋に呉服木綿問屋横山五兵衛の第三子として生まれる。中江篤介の仏学塾などで学んだ後、1888年（明治21年）に東京仏学校（現・法政大学）を卒業する。家業に従事しながら、1897年（明治30年）に貿易会社大和商会を興し、経営する。
1891年（明治24年）に日本橋区会議員、1892年（明治25年）に東京府会議員、1893年（明治26年）に東京市会議員、1898年（明治31年）に第6回衆議院議員総選挙（東京府第4区）に当選する。また、1894年（明治27年）に東京市区改正委員、1897年（明治30年）に東京府会の常置委員を務める。
1900年（明治33年）3月に起きた東京市参事会員の収賄事件により収賄罪に問われ、1902年（明治35年）に判決が確定する。判決を受けて、1902年（明治35年）5月に利光鶴松とともに衆議院議員資格が消滅する。